# مشرانو جرگه
مجلس بزرگان یا مشرانو جرگه (پشتو: د افغانستان مشرانو جرګه)، مجلس اعلا از دو مجلس شورای ملی افغانستان، در کنار ولسی جرگه (مجلس مردم) بود. این مجلس، زمانی‌که طالبان قدرت را در ۱۵ اوت ۲۰۲۱ به دست گرفتند، عملاً منحل شد.
مشرانو جرگه از واژگان مشتق است که به معنی «شورای ریش‌سپیدان» است.
مشرانو جرگه ۱۰۲ نماینده داشت که یک‌سوم توسط شوراهای ولسوالی‌ها (۳۴ نماینده از ۳۴ ولایت) برای یک دورهٔ سه‌ساله، یک‌سوم توسط شوراهای ولایتی (۳۴ نماینده از ۳۴ ولایت) برای یک دورهٔ چهارساله، انتخاب و یک‌سوم دیگر، توسط رئیس‌جمهور منصوب می‌شدند که نیمی از اعضای انتصابی باید از زنان، دو نفر نماینده افراد معلول و مجروح و دو نفر هم از میان کوچی‌ها بودند.
مجلس عیان بیشتر یک نهاد مشورتی و نظارتی بود تا نهاد قانون‌گذاری، هر چند تا حدی حق وتو قوانین را داشت. بر اساس مادهٔ ۱۰۰ قانون اساسی جمهوری اسلامی افغانستان؛ «هرگاه مصوبهٔ یک مجلس از طرف مجلس دیگر رد شود هیئت مختلط به تعداد مساوی از اعضای هر دو مجلس برای رفع اختلاف تعیین می‌گردد. در صورتی‌که اختلاف نظر رفع نگردد، ولسی جرگه می‌تواند در جلسهٔ بعدی آن را با دو ثلث آرای کل اعضا تصویب نماید. این تصویب بدون ارائه به مشرانو جرگه بعد از توشیح رئیس‌جمهور نافذ شمرده می‌شود.»
ریاست این مجلس از آذر ماه ۱۳۸۴ تا ۹ بهمن ۱۳۸۹ بر عهدهٔ صبغت‌الله مجددی فقیه و شیخ صوفیه و از رهبران مجاهدین افغان بود.

## رئیسان
رئیسان مجلس سنا (مشرانو جرگه) از زمان بنیان‌گذاری در تاریخ ۱۹۳۱
| نام                      | آغاز منصب      | پایان تصدی     | ملاحظات     |
| ------------------------ | -------------- | -------------- | ----------- |
| Mirza Abdul Latif Khan   | ۱۹۳۱           | ۱۹۳۳           | [ ۱ ]       |
| Mohammed Ata Khan        | ۱۹۳۴           | ۱۹۳۶           | [ ۱ ]       |
| Mir Ata Mohammad Khan    | ۱۹۳۷           | ۱۹۳۹           | [ ۱ ]       |
| Mir Ata Mohammad Khan    | ۱۹۴۰           | ۱۹۴۲           | [ ۱ ]       |
| Mir Ata Mohammad Khan    | ۱۹۴۳           | ۱۹۴۵           | [ ۱ ]       |
| Fazi Ahmad Khan Mojadadi | ۱۹۴۶           | ۱۹۴۸           | [ ۱ ]       |
| Fazi Ahmad Khan Mojadadi | ۱۹۴۹           | ۱۹۵۱           | [ ۱ ]       |
| Fazi Ahmad Khan Mojadadi | ۱۹۵۲           | ۱۹۵۴           | [ ۱ ]       |
| Fazi Ahmad Khan Mojadadi | ۱۹۵۵           | ۱۹۵۷           | [ ۱ ]       |
| Hafiz Abdul Ghafar       | ۱۹۵۸           | ۱۹۶۰           | [ ۱ ]       |
| عبدالهادی داوی           | ۱۹۶۱           | ۱۹۶۴           | [ ۱ ]       |
| عبدالهادی داوی           | ۱۹۶۵           | ۱۹۶۸           | [ ۱ ]       |
| عبدالهادی داوی           | ۱۹۶۹           | ۱۹۷۲           | [ ۱ ]       |
| Dissolved                | ۱۹۷۳           | ۱۹۸۸           |             |
| Mahmood Habibi           | ۳۱ مه ۱۹۸۸     | ۱۹۹۲           | [ ۷ ] [ ۸ ] |
| Not functioning          | ۱۹۹۲           | ۲۰۰۵           |             |
| صبغت‌الله مجددی           | دسامبر ۲۰۰۵    | ۲۹ ژانویه ۲۰۱۱ | [ ۹ ]       |
| فضل هادی مسلم‌یار         | ۲۹ ژانویه ۲۰۱۱ | ۱۵ اوت ۲۰۲۱    | [ ۹ ]       |